# Felinów (województwo lubelskie)
Felinów – wieś sołecka w Polsce położona w województwie lubelskim, w powiecie janowskim, w gminie Modliborzyce.
W latach 1975–1998 miejscowość administracyjnie należała do województwa tarnobrzeskiego. Według Narodowego Spisu Powszechnego (III 2011 r.) wieś liczyła 146 mieszkańców.

## Historia
W I połowie XIX wieku utworzono folwark Felinów (na ziemiach wydzielonych z dóbr stojeszyńskich), którego pierwszymi właścicielami byli Łempiccy. Według informacji pochodzących z końca XIX wieku folwark liczył 470 mórg, a na jego terenie znajdowały się 3 budynki folwarczne i zamieszkiwało go 41 mieszkańców.
Felinów jako wieś powstała około 1902 r. w wyniku parcelacji przeprowadzonej przez ówczesnych właścicieli folwarku, którymi byli Gierliczowie. Według danych statystycznych z 1921 r. wieś zamieszkiwało 101 mieszkańców w 16 domach. W 1970 r. przeprowadzono elektryfikację wsi.
Wierni kościoła rzymskokatolickiego należą do parafii św. Mikołaja w Potoku Wielkim.